# Jüri Raidla
Jüri Raidla (* 2. Juli 1957 in der Estnischen SSR) ist ein estnischer Jurist und Politiker. Er war Justizminister Estlands.

## Leben
1980 absolvierte er das Studium der Rechtswissenschaften an der Universität Tartu; 1992 studierte er an der Universität Lund in Schweden. 1987 promovierte er in Sankt Petersburg (Russland) in Rechtswissenschaften.
Von 1981 bis 1988 war er Unternehmensjurist von Kolchosen, von 1990 bis 1992 Justizminister Estlands. Seit 1993 ist er Rechtsanwalt und leitender Partner der Anwaltskanzlei „Raidla Lejins & Norcous“, die er gründete.

## Publikationen
- Jüri Raidla, Rein Lang. Estonia: Europe's Delaware?- The European Lawyer, Issue 71 / September 2007
- The Baltic Legal Infrastructure - Fit for Business. - Defensor Legis, 2004;
- The War of Laws. - European Lawyer, 2003;
- Jüri Raidla, Ants Nõmper. The Estonian Genome Project and the Human Gene Research Act. - Baltic Yearbook of International Law, 2002, Vol 2, lk 51-69;
- Obligations Arising from Causing Damages by Motor Vehicles. – Olion, 1990.